# Ліповец (Словаччина)
Ліповец (словац. Lipovec) — село, громада округу Мартін, Жилінський край, регіон Турєц. Кадастрова площа громади — 12,76 км².
Населення 920 осіб (станом на 31 грудня 2018 року).

## Історія
Ліповец згадується 1375 року.

## Населення
| Рік:            | 1994. | 2004.    | 2014.    | 2024.   |
| --------------- | ----- | -------- | -------- | ------- |
| Кількість осіб: | 672   | 844      | 948      | 912     |
| Різниця:        |       | +25,59 % | +12,32 % | -3,79 % |

| Рік:            | 2023. | 2024.   |
| --------------- | ----- | ------- |
| Кількість осіб: | 921   | 912     |
| Різниця:        |       | -0,97 % |